# ロッカ・ピーア
ロッカ・ピーア（イタリア語: Rocca Pia）は、イタリア共和国アブルッツォ州ラクイラ県にある、人口約200人の基礎自治体（コムーネ）。

## 地理

### 位置・広がり

#### 隣接コムーネ
隣接するコムーネは以下の通り。
- ペスココスタンツォ
- ペットラーノ・スル・ジーツィオ
- リヴィゾンドリ
- スカンノ